# Condado de Pottawatomie (Kansas)
O Condado de Pottawatomie é um dos 105 condados do estado americano de Kansas. A sede do condado é Westmoreland, e sua maior cidade é Wamego. O condado tem uma área de 2233 km² (dos quais 46 km² estão cobertos por água), uma população de 18 209 habitantes, e uma densidade populacional de 8 hab/km² (segundo o censo nacional de 2000). O condado foi fundado em 20 de fevereiro de 1857.